# Cordylomera gratiosa
Cordylomera gratiosa es una especie de escarabajo longicornio del género Cordylomera, tribu Phoracanthini, subfamilia Cerambycinae. Fue descrita científicamente por Murray en 1870.

## Descripción
Mide 13,5 milímetros de longitud.

## Distribución
Se distribuye por Nigeria y Senegal.